# 13005 Stankonyukhov
13005 Stankonyukhov eller 1982 SQ7 är en asteroid i huvudbältet som upptäcktes den 18 september 1982 av den rysk-sovjetiske astronomen Nikolaj Tjernych vid Krims astrofysiska observatorium på Krim. Den har fått sitt namn efter Stanislav Nikolaevich Konyukhov.
Asteroiden har en diameter på ungefär 7 kilometer.